# (51827) Лорелкларк
(51827) Лорелкларк (англ. Laurelclark) — астероид главного пояса, который был открыт 20 июля 2001 года в рамках программы NEAT по поиску околоземных астероидов в Паломарской обсерватории, США и назван в честь американского астронавта Лорел Кларк, погибшей 1 февраля 2003 года в результате катастрофы шаттла «Колумбия».

Орбита астероида Лорелкларк и его положение в Солнечной системе

Астероид Лорелкларк — один из семи астероидов, открытых в Паломарской обсерватории в середине июля 2003 года, названных в память о погибших астронавтов "Колумбии".